# Cepillín
Ricardo González Gutiérrez (Monterrey, Nuevo León, 7 de febrero de 1946-Naucalpan, Estado de México, 8 de marzo de 2021), conocido como Cepillín, fue un payaso, presentador de televisión y cantante mexicano.

## Biografía y carrera

### Primeros años
Ricardo estudió odontología en la ciudad y Universidad Autónoma de Nuevo León a finales de los años sesenta, y empezó a pintarse la cara para que los niños no le tuvieran miedo cuando les arreglaba sus dientes. De ahí el nombre de «Cepillín».

### Inicios artísticos y consagración
En la Facultad de Odontología se llevaban a cabo campañas de higiene dental dirigidas a los niños, en las que participaba. Se transmitía en el Canal 12 de la ciudad de Monterrey (hoy conocido como Multimedios Televisión), donde el arquitecto Héctor Benavides le ofreció que trabajara para los niños en un programa que sería transmitido de lunes a viernes. Dicha emisión tuvo tanto éxito que se extendió hasta los sábados y domingos, y permaneció en el aire por 6 años: del 27 de febrero de 1971 al 3 de enero de 1977.
En ese año, González decidió probar suerte en Ciudad de México. Consiguió que la empresa Televisa le diera un programa de emisión diaria, denominado El show de Cepillín. Este programa era de corte educativo y cómico con artistas invitados, incluyendo algunos de talla internacional. Esta emisión permaneció 3 años (de 1977 a 1980) y se llegó a transmitir a 18 países de América, con bastante éxito. De dicho programa surgieron varias grabaciones discográficas, de las cuales se escucharon canciones como: «La feria de Cepillín», «Tomás», «En un bosque de la China», «La gallina co-co-ua» entre otros. Por estas grabaciones obtuvo once discos de oro, con ventas superiores al millón de copias. En el programa y en las obras de teatro montadas por él, surgieron personalidades que después se convirtieron en celebridades conocidas, como Yuri y Salma Hayek.

### Proyectos y vida posterior
En 1987, tuvo un programa en el Canal 5 de Televisa, de la Ciudad de México, llamado Una sonrisa con Cepillín, con una duración de más de un año.
En 1990, volvió a trabajar en su natal Monterrey, Nuevo León, en un programa llamado Súper sábados con Cepillín, que estuvo un año al aire. En este programa empezaron a trabajar sus hijos, Ricardo González Jr., en la producción, y Roberto González (también conocido como Roberto Guajardo), actuando con un personaje llamado 'Franky'.
Desde el año 1982, ha trabajado en la compañía de circo montada por él mismo, por toda la República Mexicana y los Estados Unidos, hasta 2005, año en que se retira de dicha actividad ya que en ese año sufrió un infarto al término de su espectáculo circense ocurrido en la ciudad de Puebla.
En 2006, volvió a la televisión con un programa llamado Cepillin's live, en el que trabajó junto a sus hijos Cepi y Franky. Este fue transmitido por Multimedios Televisión, en la ciudad de Monterrey. En julio del mismo año, sufrió un segundo infarto.

## Vida personal y muerte
Estuvo casado con Aidé Guajardo desde 1976, hasta su fallecimiento en 2021. Tuvo tres hijos: Roberto (Franky), Ricardo (Cepi) y Ayde.
El 27 de febrero de 2021, fue hospitalizado debido a un dolor de espalda que requirió de una cirugía en la columna vertebral. El 7 de marzo, se informó que había sido intubado a consecuencia de complicaciones derivadas de la intervención quirúrgica. Igualmente, durante la hospitalización se detectó que padecía de cáncer. El 8 de marzo, Cepillín falleció a los 75 años de edad, a causa de un infarto. Su cuerpo fue cremado y sus cenizas fueron conservadas por su familia.

## Discografía

### Álbumes
- Un día con mamá (1977)
- La feria de Cepillín vol. II (1977)
- Vamos a la escuela vol. III (1977)
- Navidad con Cepillín vol. IV (1977)
- En un bosque de la China vol. V (1978)
- Cepillín Night Fever (1978)
- Vaselina Grease con Cepillín (1978)
- La gallina co co ua (1979)
- Cepillín Polito Polito (1979)
- El circo de Cepillín (1979)
- Un milagro en el circo (1979)
- Cepillín milagro en el circo Cepillín vs. Macario (1979)
- Cepillín Superman (1979)
- Cepillín rock infantil (1980)
- El vaquero infantil (1981)
- Las mascotas de Cepillín (1981)
- Cepillín 15 éxitos (1984)
- Cepillín 15 rondas infantiles (1987)
- Una sonrisa con Cepillín (1987)
- Cepillín un coro de delfines (1989)
- 15 éxitos de Ricardo González Cepillín (1989)
- Los animalitos de Cepillín (1989)
- Fiesta con Cepillín 15 éxitos (1989)
- Súper Cepillín 15 éxitos (1989)
- Cepillín un mundo de niños (1990)
- Cepillín: 30 éxitos [2 CD] (2004)
- Cepillín Hall of Fame: Historia musical (2004)
- Gracias (2016)

## Filmografía

### Cine
- Milagro en el circo (1979)
- Mientras haya niños habrá payasos (1980)
- La corneta de mi general (1989)

### Televisión
- El show de Cepillín (1977, 1978-1980)
- Los Sánchez (2005)
- Cepillín (2006)